# ISO/IEC 10182
ISO/IEC 10182 se encarga de definir unas bases para la creación de interfaces del sistema con el objetivo de que un programa codificado en un lenguaje estándar y hecho sobre un sistema específico pueda ser fácilmente portado a otro sistema sin necesidad de cambios.
En el ámbito de la informática y la programación de aplicaciones tenemos dos amplias áreas, una que cubre los lenguajes de programación, y otra la cual proporciona a estos los mecanismos para que cumplan su objetivo. El problema es que ambos campos no siguen unos estándares comunes, sino que están estandarizados independientemente. Esto implica que un programa codificado para el núcleo Linux no pueda ser interpretado de la misma forma para la plataforma de Windows.
Para ello, se propuso el unir ambos campos mediante un estándar común, con lo que la unión entre el código y las librerías para comunicarse con el sistema sean únicas y válidas para todos los sistemas operativos.
Los métodos para lograr ésta unión del servicio de sistema es para determinar la usabilidad, estabilidad y la implementación de las metas de ambos, tanto del servicio como del API, y su uso para ayudar a elegir el mejor método de unión.

## Directrices
La norma está dividida en un conjunto de directrices que se pueden agrupar en los siguientes puntos:
- Pautas organizativas para la preparación de idiomas vinculantes
- Pautas técnicas generales
- Recomendaciones para especificaciones funcionales
- Directrices dependientes del método para los enlaces de lenguajes
- Introducción a las pautas dependientes del método
- Directrices para interfaces de procedimiento estándar
- Directrices para interfaces de procedimiento definidas por el usuario
- Directrices para programar extensiones de lenguaje con sintaxis nativa
- Usos de lenguajes de programación con sintaxis alienígena incorporada